# Netarhāt
Netarhāt är en ort i Indien.   Den ligger i distriktet Latehar och delstaten Jharkhand, i den centrala delen av landet, 900 km sydost om huvudstaden New Delhi. Netarhāt ligger 1 128 meter över havet och antalet invånare är 4 424.
Terrängen runt Netarhāt är huvudsakligen kuperad, men österut är den platt. Netarhāt ligger uppe på en höjd. Runt Netarhāt är det ganska tätbefolkat, med 86 invånare per kvadratkilometer. Det finns inga andra samhällen i närheten. Trakten runt Netarhāt består till största delen av jordbruksmark.